# Повстання 31 травня — 2 червня 1793 року
Повстання 31 травня — 2 червня 1793 знаменує собою важливу віху в історії Великої французької революції. Дні 31 травня — 2 червня (фр. journees) призвели до падіння жирондистів під тиском паризьких санкюлотів, якобінців і монтаньярів у Національному конвенті. За впливом та важливістю повстання 31 травня — 2 червня належить до трьох великих народних повстань революції — 14 липня 1789 і 10 серпня 1792. Це також було останнє успішне повстання.

## Контекст
Вісім довгих місяців з початку засідань Національного конвенту було витрачено на «скандальні» дебати і суперечки, які дискредитували національний представницький орган. Франція чекала свою Конституцію, а отримала громадянську війну, вторгнення військ коаліції та глибоку економічну кризу, що струсонула країну до розвалу. Позиції Жиронди, здавалося, залишалися міцними в національному уряді і департаментах. Саме через Жиронду асамблея відтягувала прийняття заходів для ліквідації небезпеки, що стояла перед республікою. Ні в який інший момент, за винятком, можливо, осені 1792 року, уряд не мав меншого впливу і авторитету. Труднощі і небезпека ситуації навесні 1793 року були очевидні.
Економічна ситуація, причина для занепокоєння з вересня, швидко погіршувалася, додавши до загальних заворушень. До кінця зими, циркуляція зерна повністю припинилася і ціни виросли вдвічі. Незважаючи на поради Сен-Жуста, величезна кількість ассигнатів було випущено в обіг, — в лютому 1793 року їх ціна впала до 50 відсотків від номінальної вартості. Знецінення спровокувало інфляцію і спекуляцію. Саме виживання революції, здавалося, залежало від зниження рівня інфляції.
Військові невдачі, зрада Дюмур'є і заколот у Вандеї, який розпочався у березні 1793 року, загострили національні почуття і схиляли на бік республіканців монтаньярів, прихильність яких політиці громадської безпеки здавалася багатьом єдиним заходом, здатним захистити революцію. Асоціація з Дюмур'є і вихваляння його жирондистами після перемог під Вальмі і Жемаппе, спроби протистояти поваленню монархії під час повстання 10 серпня, бажання врятувати короля під час суду над ним, все це сприймалося активістами Парижа з підозрою і звинуваченнями Жиронди в контрреволюційних змовах. Жирондисти були змушені піти на створення Комітету громадського порятунку і Революційного трибуналу.
Влада непомітно переходила в руки монтаньярів, делегованих до департаментів і збройних сил комісарами, що мали великі повноваження й авторитет Конвенту. Жирондисти сподівались позбудутися монтаньярів, відправивши 82 з них комісарами з організації призову в армію, а виявили падіння свого впливу в провінціях; кількість анти-бриссотінських клопотань і петицій збільшилося наприкінці березня. Пропоновані монтаньярами ініціативи сприймалися позитивно і вони визнавалися більш ефективними. Зіткнувшись з погрозами всередині і ззовні, важким економічним становищем, санкюлоти столиці стали висувати і вимагати перші заходи для полегшення економічного життя і забезпечення громадської безпеки. У той час як нездатність Жиронди парирувати ці загрози стала очевидною, монтаньяри поступово почали приймати політичну програму, запропоновану активістами Паризьких секцій.

## Криза

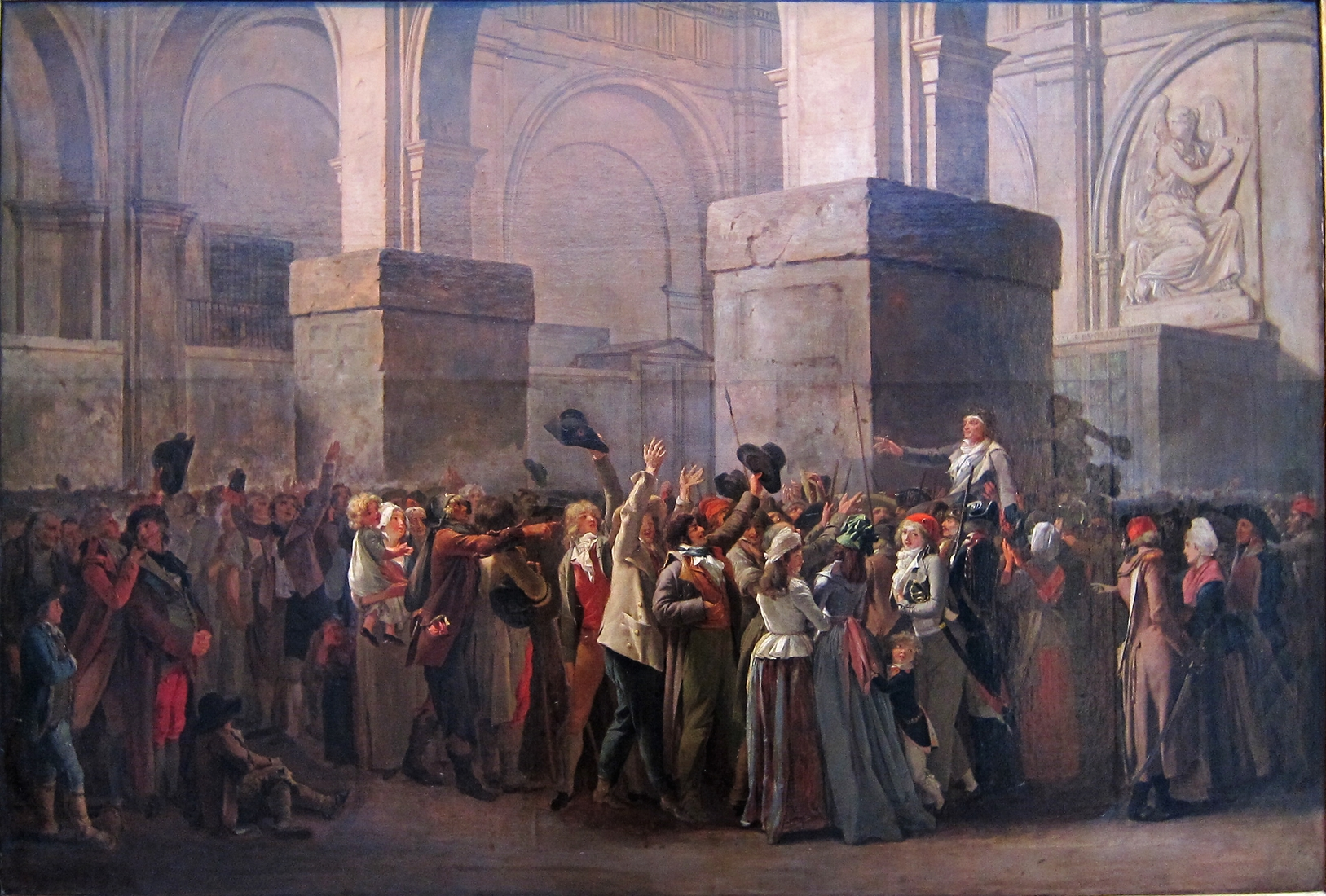
Тріумф Марата
Луї-Леопольд Буальї, 1794

5 квітня клуб якобінців під головуванням Марата направив циркулярний лист своїм філіям у провінціях, запрошуючи їх вимагати відкликання тих депутатів зборів (фр. appelants), які голосували за пропозицію про референдум щодо долі короля — «злочинні делегати тчуть нитки змови, що направляється англійським королем і клікою деспотів, охочих нас задушити». 13 квітня Гаде зажадав звинувачення проти Марата, президента клубу на той час, як відповідального за цей циркуляр і, після бурхливих дебатів, ця пропозиція була прийнята Конвентом 226 голосами за і 93 проти, ще 47 утрималися. Справа Марата була передана в Революційний трибунал, де Марат запропонував себе як «апостола й мученика свободи». Його урочисто виправдали 24 квітня. Обуренню санкюлотів, для яких Марат був свого роду ідолом, не було кінця, і, у відповідь, вже 15 квітня тридцять п'ять із сорока восьми паризьких секцій подали в Конвент петицію, складену з найбільш загрозливих висловів по відношенню до двадцяти двом найбільш відомим жирондистам. Серед санкюлотів були поширені ідеї «прямої демократії» і в секціях Парижа вважали, що народ має право відкликання депутата національних зборів у будь-який момент.
Тоді жирондисти звернули свою увагу на цитадель підтримки монтаньярів в Паризькій комуні. У своїй відповіді на памфлет «Історія бриссотинців» (фр. Histoire des Brissotins), опублікований Камілем Демуленом і зачитаний в клубі якобінців 17 травня, Гаде в Конвенті засудив владу Паризької комуни, назвавши її «владою, присвяченою анархії, жадібності до грошей і політичного домінування». Його пропозицію стало їх негайне чищення. Була створена Комісія дванадцяти з розслідування діяльності комуни, до якої увійшли одні жирондисти. 24 травня комісія дванадцяти наказала заарештувати Ебера за анти-жирондистську статтю 239 номері його «Татусі Дюшена» (фр. Pere Duchesne). Були заарештовані активісти секцій, в тому числі Варле і Добсен, президент секції Сіте. Ці заходи призвели до фінального кризи.
Марно Дантон намагався знайти компроміс з жирондистами. Монтаньяри у Конвенті — принаймні деякі з них розуміли, що протистояння з секціями Парижа небезпечно, чому 10 серпня і доля Законодавчих зборів були свідченням. Своєю непохитністю у відмові задовольнити хоча б мінімальні вимоги санкюлотів, жирондисти ставили під загрозу не тільки Конвент, але і всю країну під час іноземного вторгнення і громадянської війни; до того ж це повністю паралізувало уряд. На даний момент, коли на армію республіки ще не можна було покластися і активізації контрреволюції в країні, тільки секції Парижа були реальною силою, здатною захистити революцію. І хоча монтаньяри та якобінці повністю поділяли соціальні та економічні погляди жинондистів, вони все більш стали схилятися до думки про чищення Конвенту — продовження кризи в момент смертельної небезпеки було неможливим.

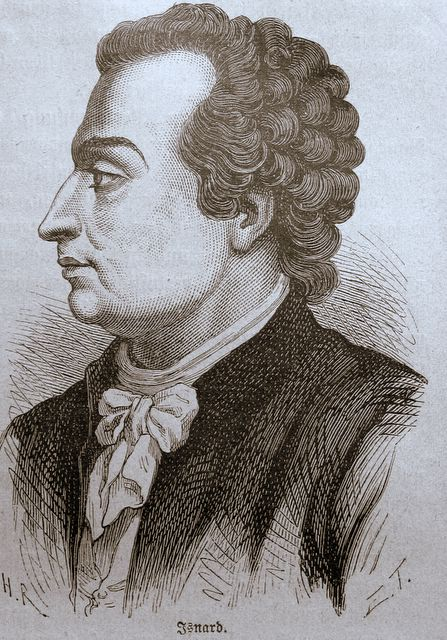
Інар

25 травня Комуна зажадала звільнити заарештованих патріотів. У відповідь, Інар, голова Конвенту, загрозливо заявив у гнівній промови проти Парижа, слова, які нагадували маніфест герцога Брауншвейзького попереднього року:
|  | Вислухайте, що я скажу вам. Франція заснувала в Парижі центральне народне представництво; необхідно, щоб Париж поважав його. Якщо коли-небудь Конвент буде знищений, якщо коли-небудь одне з тих хвилювань, які безперервно тривають починаючи з 10 березня... Якщо під час одного з цих безперервних заворушень буде скоєно замах на народних представників, то, оголошую вам від імені всієї Франції... Так, оголошую вам від імені всієї Франції - Париж буде знищений! Париж буде зруйнований, і незабаром люди будуть шукати на берегах Сени, щоб з'ясувати, чи існував Париж коли-небудь ». |

Наступного дня Робесп'єр у Якобінському клубі закликав народ повстати. Якобінці оголосили себе в стані повстання.
28 травня секція Сіте закликала інші секції Парижа зустрітися наступного дня в єпископському палаці (фр. Évêché) з метою організації повстання. Варле і Добсен, звільнені за наказом Конвенту за день до цього, були присутні на засіданні, де були лише монтаньяри і депутати рівнини (фр. Marais). Делегати, що представляли тридцять три секції Парижа, сформували повстанський комітет з дев'яти членів.
Більшість членів комітету були маловідомими і, порівняно, молодими. Варле, дійсно, зробив собі ім'я агітатора «скажених» (фр. les Enragés); Хаззенфранц займав важливу посаду у військовому міністерстві; Добсен був головою журі Революційного трибуналу; Руссеєн редагував «Feuille du salut public». Але ніхто не чув про друкаря Марке, який головував на засіданнях комітету, або його секретаря Томбе. Невідомими були художник Сімоно секції Ринку (фр. Halle aux Blés), виробник іграшок Бономе, декораторе Крепене, кружівник Кайлі та декласований аристократ Дюруре. Однак, саме вони і були голосом народу. Вони всі були французами, всі парижани і не новачки в революції.
30 травня муніципалітет Парижа підтримав повстання.

## Повстання
Повстання почалося 31 травня під керівництвом повстанського комітету і за планом згідно з методами, перевіреними під час повстання 10 серпня. В 3 години ранку на соборі Паризької Богоматері зазвучали дзвони. О шостій годині ранку делегати 33 секцій на чолі з Добсеном пред'явили свої повноваження в ратуші (фр. Hôtel de Ville de Paris) і тимчасово призупинили повноваження легальної Комуни. Потім революційний комітет відновив Комуну в її функціях.
Після цього повстанський комітет, який тепер знаходився в ратуші, продиктував Комуні, відновленій у своїх правах народом, перелік необхідних заходів. Він призначив Франсуа Анріо, капітана батальйону національної гвардії секції Ботанічного саду (фр. Jardin des Plantes), головнокомандувачем національної гвардії Парижа. Було прийнято рішення, що більш бідні національні гвардійці, повинні отримувати 40 су за день служби. Вістова гармата вистрілила опівдні. Загальні збори паризьких секцій ухвалили рішення про підтримку повстанської Комуни і повстанського комітету, чисельність якого було збільшено до 21 шляхом включення делегатів від якобінців. Першою турботою Анріо було встановлення контролю над ключовими позиціями столиці — Арсеналом (фр. Bassin de l'Arsenal), Площею Вогезів та мостом Пон-Неф. Він наказав закрити міські застави і заарештувати підозрілих.

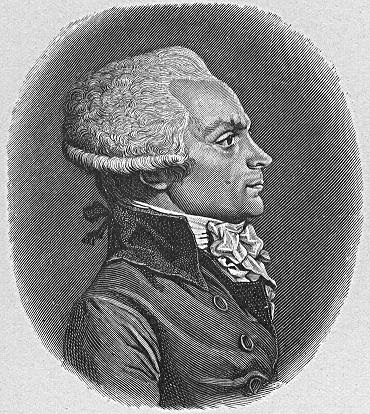
Робесп'єр

Секції досить повільно приходили в рух. 31 травня припало на п'ятницю і санкюлоти були на роботі. Демонстрація прийняла певну форму тільки в другій половині дня. Конвент зібрався при звуках дзвонів і барабанного бою. Жирондисти протестували проти закриття міських застав, набату і пострілів сигнальної гармати. Представники секцій і Комуни з'явилася біля решітки Конвенту близько п'ятої годин. Вони зажадали звинувачення 22 жирондистів і комісії 12 перед Революційним трибуналом; створення центральної революційної армії; встановлення максимуму ціни на хліб і фіксування ціни в три су за фунт; звільнення дворян, які займали високі посади в армії; створення арсеналу для озброєння санкюлотів; чистки департаментів і арешту підозрюваних; право голосу мало тимчасово належати тільки санкюлотами, і що необхідно встановити окремий фонд для сімей тих, хто захищає свою Вітчизну, як і фонд допомоги людям похилого віку та немічним.

Петиціонери пробилися до зали засідання і сіли на лавах монтаньярів. Робесп'єр зійшов на трибуну і підтримав розпуск комісії дванадцяти. Коли Верньо закликав його зробити висновок, Робесп'єр повернувся до нього і сказав: 
|  | Я зроблю свій висновок, і він буде проти вас! Так, проти вас, бо ви після революції 10 серпня прагнули відправити на ешафот тих, хто її зробив! Проти вас, бо ви не переставали вимагати руйнування Парижа!... Проти вас, бо ви бажали врятувати тирана! Проти вас, бо ви були в змові з Дюмур'є і запекло переслідували тих патріотів, голів яких він вимагав! Проти вас, бо ви своїм злочинною помстою викликали ті крики обурення, які тепер ви вважаєте злочином тих, хто є вашою жертвою! Так ось мій висновок - обвинувальний декрет проти всіх, хто був спільником Дюмур'є, і проти тих, на кого вказують Петиціонери! |

Верньо нічого на це не відповів. Конвент розпустив комісію дванадцяти і затвердив постанову Комуни про надання двох ліврів у день санкюлотам, озброєними рушницями.
Повстання 31 травня закінчилося незадовільно. В цей вечір, в Комуні, Варле звинуватив Шометта і Добсена в слабкості. Робесп'єр оголосив з трибуни, що повстання 31 травня недостатньо. У Якобінському клубі Бийо-Варенн повторив: «Вітчизну ще не врятовано; треба було вжити більш рішучих заходів громадського порятунку; саме сьогодні треба було нанести останні удари змови фракціонерів». Комуна, оголосивши себе обдуреною, зажадала і підготувала «доповнення» до революції.

## Падіння Жиронди

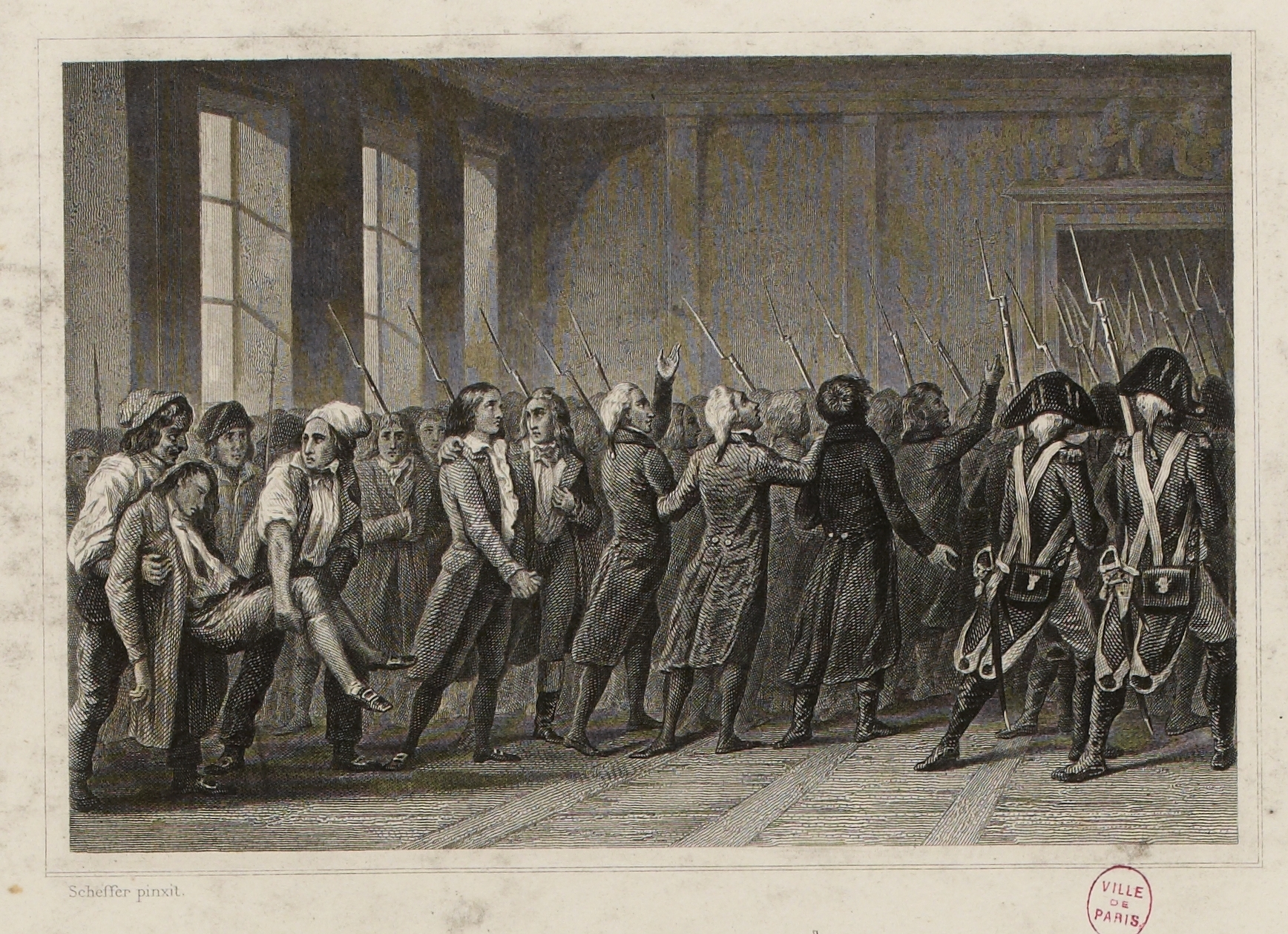
Арешт жирондистів у Національному Конвенті 2 червня 1793

1 червня національна гвардія залишалася під рушницею. Марат особисто з'явився в ратуші і з підкресленою урочистістю дав «пораду» народу; а саме, що народ не повинен зупинятися на досягнутому і національна гвардія не повинна розходитися, поки перемогу не буде досягнуто. Він сам піднявся на дзвіницю ратуші і почав дзвонити у дзвони. Засідання Конвенту закінчилося о шостій у той же час, коли Комуна повинна була надати нову петицію проти двадцяти двох. При звуках дзвонів засідання відновилося і петиція з вимогою про арешт жирондистів була передана в комітет суспільного порятунку для розгляду та надання доповіді протягом трьох днів.
В ніч з 1 на 2 червня революційний комітет за погодженням з Комуною наказав Анріо «оточити Конвент збройною силою, достатньою, щоб викликати повагу, і щоб вождів змови можна було заарештувати протягом дня у разі якщо Конвент відмовиться задовольнити справедливі вимоги паризьких громадян». Були віддані накази про заборону жирондистських газет і арешт їх редакторів.
У неділю 2 червня санкюлоти поспішали виконати накази Анріо і незабаром вісімдесят тисяч озброєних гвардійців із гарматами оточили Тюїльрі. Засідання Конвенту відкрилося на світанку. Як і напередодні, головував Малларме. Засідання відкрилося з поганих новин: головне місто Вандеї тільки що потрапив до рук заколотників. У Ліоні роялісти і жирондистські секції після запеклої боротьби захопили Hôtel de Ville, в якій, як було сказано, загинуло вісім республіканців.
Незважаючи на це Ланжюїне засудив повстання Паризької Комуни і зажадав його придушення. «Я вимагаю слова зважаючи призову до зброї, що охопив весь Париж». Його перервали криками: «Геть! Він бажає громадянської війни, він прагне до контрреволюції! Він зводить наклеп на Париж! Він ображає народ!» Незважаючи на погрози, образи і вигуки Гори і публіки з галерей, Ланжюїне викрив наміри Паризької комуни і заколотників; мужність його зростала по мірі збільшення небезпеки. «Ви звинувачуєте нас, — сказав він, — в тому, що ми обмовляємо Париж! Париж чистий, біля Парижа добре серце, але Париж пригнічений тиранами, що жадають крові і панування!» Ці Слова викликали неймовірний шум; багато хто з депутатів Гори кинулися до кафедри і силою намагалися стягнути з неї Ланжюїне, але він опирався насиллю і твердо й непохитно продовжив: «Я вимагаю скасування всієї революційної влади в Парижі; я вимагаю визнання недійсним усього того, що вони зробили за останні три дні; я вимагаю, щоб кожен, хто захоче захопити владу незаконним шляхом, був оголошений поза законом і щоб кожному громадянину було надано право усувати таких людей». Не встиг він закінчити, як у зал увірвалися петиціонер і зажадали його арешту з товаришами. «Громадяни, — сказали вони, — народу набридло чекати свого щастя; ще на короткий час ми залишаємо наше щастя у ваших руках, врятуйте його, або, ми оголошуємо вам це, ми самі займемося його порятунком». Цю вимогу знову було передано в комітет громадського порятунку.
Петиціонери вийшли, стискаючи кулаки і вигукуючи: «До зброї!». Анріо віддав суворий наказ не впускати і не випускати жодного депутата в зал засідань. Барер від імені комітету громадсього порятунку запропонував компроміс. Двадцять два і комісія дванадцяти не повинні були бути арештовані, але мали добровільно припинити виконання своїх функцій як депутати Конвенту. Інар і Фоше корилися на місці. Інші відмовилися. Поки тривали ці дебати, один з депутатів, Лакруа, вбіг до зали і, кинувшись до трибуни, оголосив, що йому не дозволили вийти і що Конвент більше не вільний.
Більша частина зборів прийшла в обурення проти Анріо і його військ. Барер запропонував Конвенту вийти до народу. «Депутати! — сказав він, — подбайте про свою свободу; перервемо засідання і змусимо багнети, якими нам погрожують, опуститися перед нами». Дантон підтримував Барера і вимагав, щоб комітет громадського порятунку помстився за пригноблених народних представників. Смертельно втомлений Малларме поступився місце голови Еро де Сешелю.

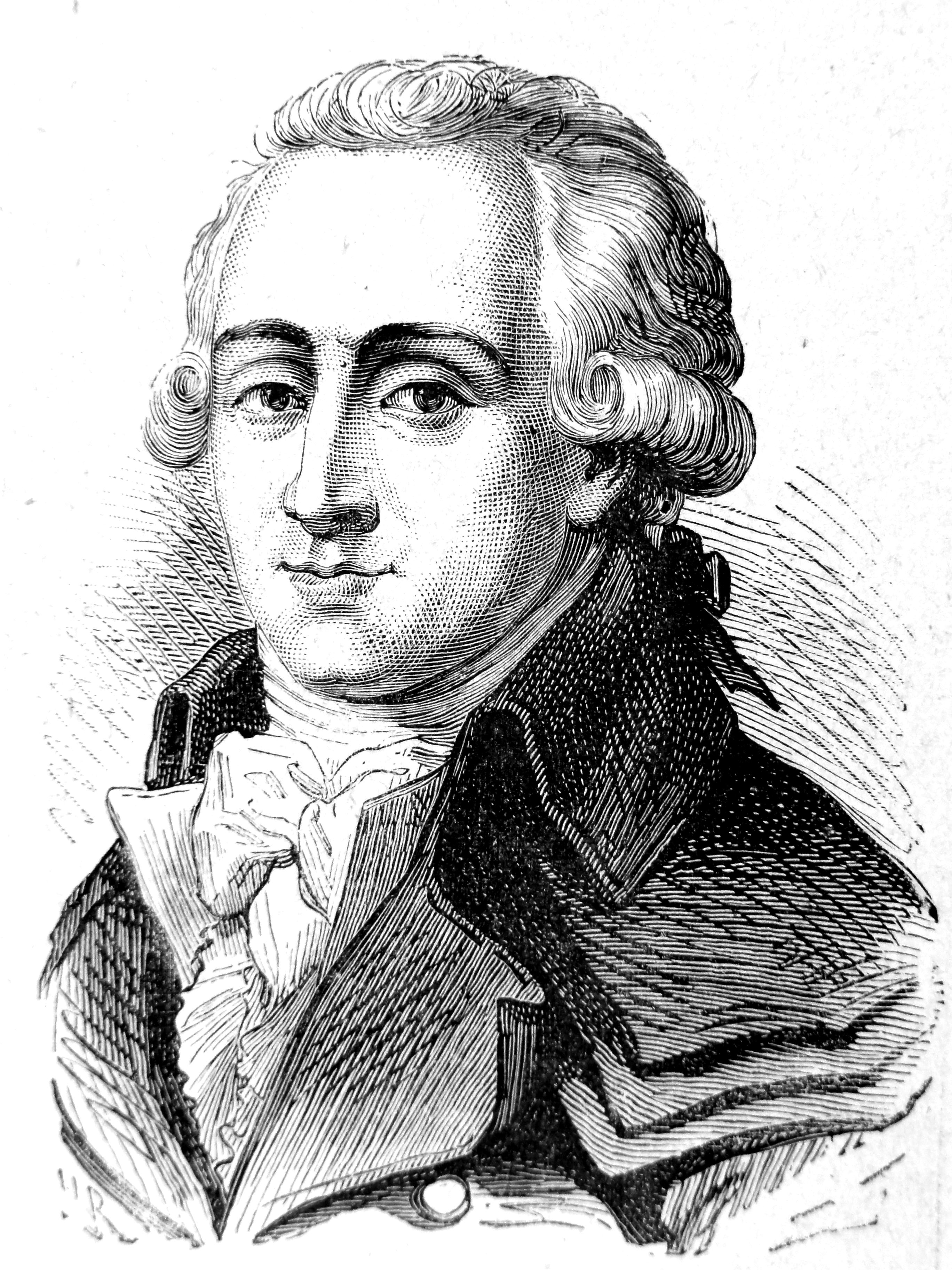
Жорж Кутон

І за пропозицією Барера весь Конвент, крім близько 30 депутатів Гори, на чолі зі своїм президентом Еро де Сешелем спробував в театральній ході пройти крізь стіну сталі, що оточувала їх. Біля воріт, що вели до площі Карусель, їх шлях перегородив Анріо на коні, з шаблею в руці, в оточенні свого штабу і національних гвардійців. «Чого вимагає народ? — запитав президент Еро-де-Сешель — Конвент піклується виключно про його щастя». «Еро,— відповів Анріо, — народ повстав не для того, щоб почути чергові фрази. Він вимагає двадцяти двох зрадників. Якщо протягом години народ їх не отримає, я перетворю твій Конвент на купу руїн!». «Видай нас усіх!» пролунали голоси навколо президента. Анріо повернувся до своїх артилеристів і віддав наказ: «Canonniers, a vos pieces!» (Каноніри, до зброї!).
Асамблея пройшла навколо палацу і, сприйнята з усіх боків сяйвом сталі багнетів національної гвардії, повернулася в зал засідань і підкорилася. За пропозицією Кутона Конвент проголосував за арешт двадцяти дев'яти жирондистів разом з міністрами Клав'єром і Лебреном, але наполіг, щоб їх відправити під домашній арешт (фр. arrestation chex eux) з охороною жандарма.[пр 2]

## Результат і наслідки

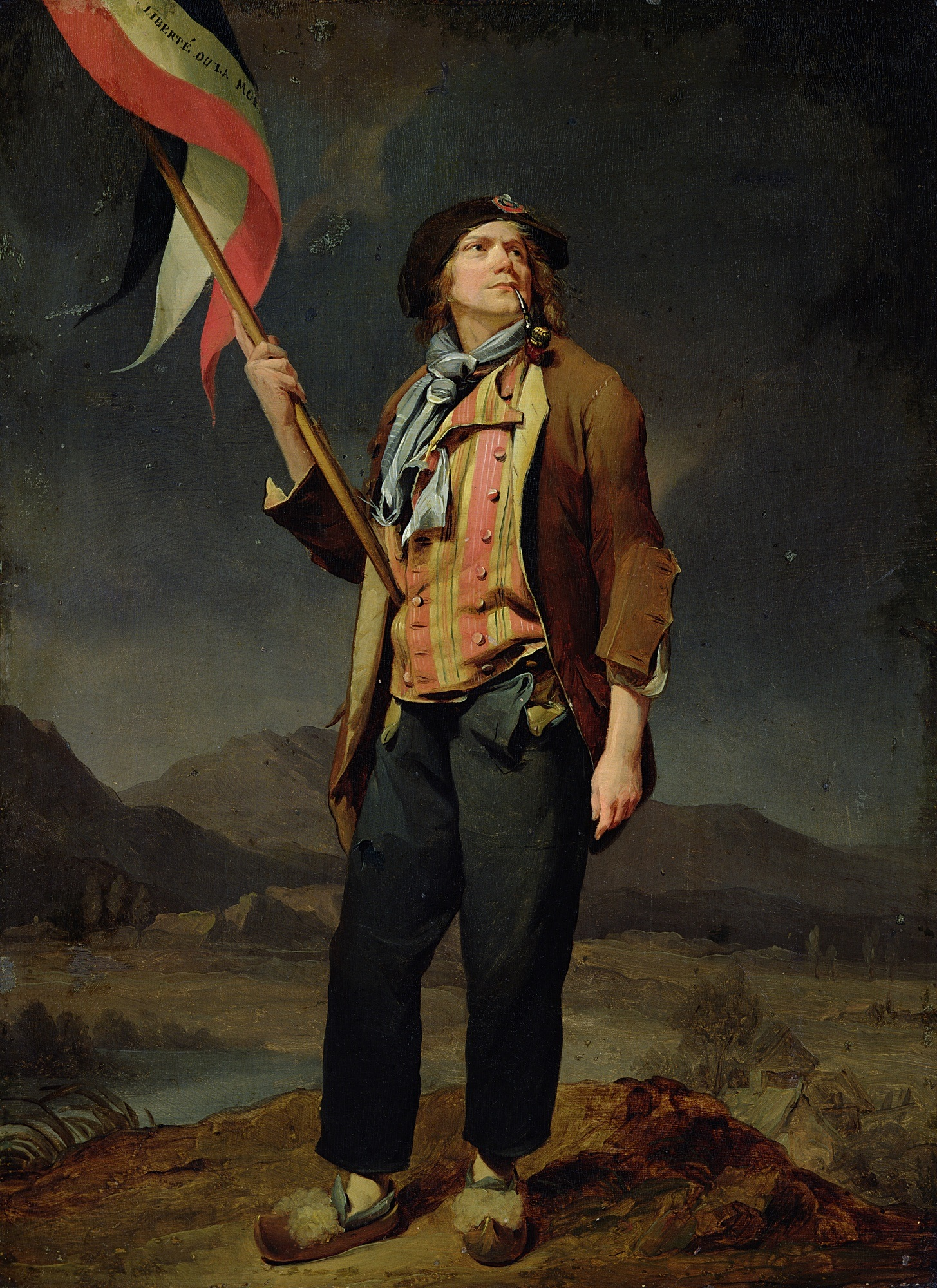
Санкюлот
Луї-Леопольд Буал'ї

Боротьба в Законодавчих зборах закінчилася перемогою монтаньярів. Жиронда перестала бути політичною силою. Жирондисти в провінціях повстали проти Конвенту.
Повстання 31 травня — 2 червня незабаром стало розглядатися як один з головних етапів революції. Але результат кризи залишив всіх учасників незадоволеними. Надії Дантона на компроміс були відкинуті. Хоча монтаньярам вдалося запобігти кровопролиттю, обурення чищенням асамблеї цілком могло запалити вогонь федералізму в провінціях. Але тепер у монтаньярів з'явився шанс опинитися біля керма управління країною і вселити нову енергію в справу національної оборони.
Хоча більшість вимог, пред'явлених Конвенту повсталими, не були досягнуті, повстання 31 травня — 2 червня 1793 року відкрило новий етап у революції. Протягом літа 1793 р. було утворено Революційний уряд, уведено максимум цін і якобінська республіка розпочала наступ проти своїх політичних супротивників.
На паризьких фронтонах тепер можна було побачити напис, запропонований департаментом Комуни 29 червня «Unité, Indivisibilité de la République; Liberté, Egalité, Fraternité ou la mort» (Єдність, неподільність Республіки; Свобода, Рівність, Братерство чи Смерть), увінчаний триколірними підвісками і символами свободи. Двічі протягом року Париж врятував Францію. Вдруге він зажадав як винагороду уряд народу і для народу.